# Valframbert
 Valframbert  es una población y comuna francesa, situada en la región de Baja Normandía, departamento de Orne, en el distrito de Alençon y cantón de Alençon-3.

## Demografía
| 557 | 530 | 717 | 903 | 1398 | 1501 |
| Para los censos de 1962 a 1999 la población legal corresponde a la población sin duplicidades (Fuente: INSEE [Consultar]) |     |     |     |      |      |